# Lijst van kevers in Nederland

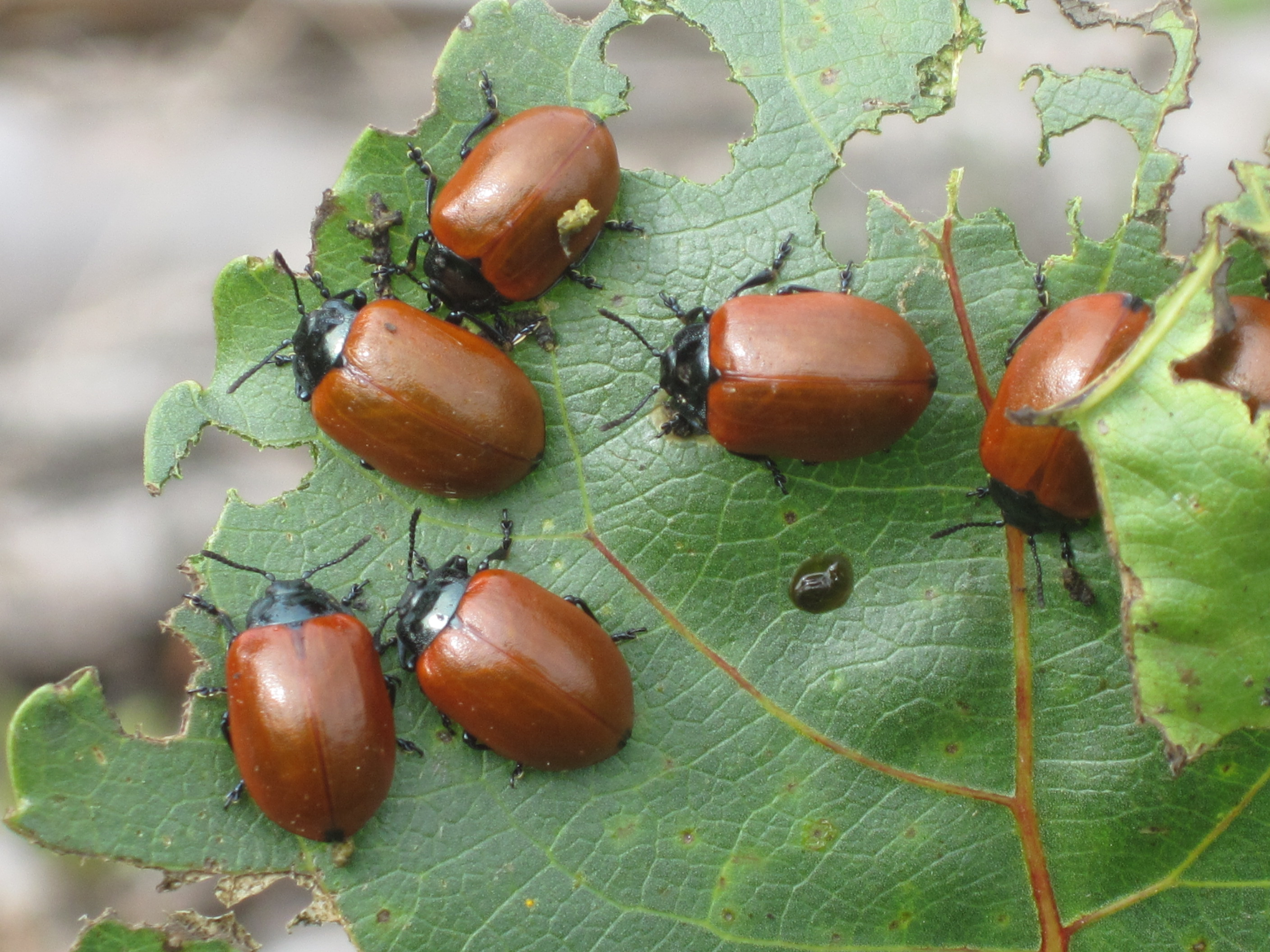
Populierenhaantjes in de omgeving van Arnhem

Dit is een lijst van kevers in Nederland. De lijst is gebaseerd op het Nederlands Soortenregister en bevat 4395 soorten die in het wild zijn aangetroffen. Van 4108 soorten is bekend dat zij inheems zijn of langer dan tien jaar zijn gevestigd. De wetenschappelijke namen van deze soorten zijn in de lijst vet gemarkeerd. De rest betreft soorten waarvan de precieze status niet is bepaald, soorten die zich minder dan tien jaar hebben gevestigd of soorten die zich (nog) niet hebben gevestigd, waaronder uit gevangenschap ontsnapte kevers. Exoten zijn gemarkeerd met een asterisk (*).
De lijst bevat 97 keverfamilies, gerangschikt volgens de taxonomische indeling van Bouchard et al. De genoemde Nederlandse namen zijn conform het Nederlands Soortenregister.

## Carabidae(Loopkevers)
Onderorde Adephaga

## Dytiscidae(Waterroofkevers)
Onderorde Adephaga
- Acilius canaliculatus (Gestreepte haarwaterroofkever)
- Acilius sulcatus (Gegroefde haarwaterroofkever)
- Agabus affinis
- Agabus biguttatus
- Agabus bipustulatus (Tweepuntbeekkever)
- Agabus congener
- Agabus conspersus (Brakwaterkever)
- Agabus didymus
- Agabus guttatus
- Agabus labiatus
- Agabus melanarius
- Agabus nebulosus
- Agabus paludosus
- Agabus striolatus
- Agabus sturmii
- Agabus uliginosus
- Agabus undulatus (Gegolfde beekkever)
- Agabus unguicularis
- Bidessus grossepunctatus
- Bidessus unistriatus
- Colymbetes fuscus (Bruine duiker)
- Colymbetes paykulli
- Cybister lateralimarginalis (Tuimelaar)
- Deronectes latus
- Deronectes platynotus
- Dytiscus circumcinctus (Brilgeelgerande waterroofkever)
- Dytiscus circumflexus (Gevlekte geelgerande waterroofkever)
- Dytiscus dimidiatus (Veengeelgerande waterroofkever)
- Dytiscus lapponicus (Noordse geelgerande waterroofkever)
- Dytiscus latissimus (Brede geelgerande waterroofkever)
- Dytiscus marginalis (Gewone geelgerande waterroofkever)
- Dytiscus semisulcatus (Zwartbuikgeelgerande waterroofkever)
- Graphoderus austriacus
- Graphoderus bilineatus (Gestreepte waterroofkever)
- Graphoderus cinereus
- Graphoderus zonatus (Gordelwaterroofkever)
- Graptodytes bilineatus
- Graptodytes flavipes
- Graptodytes granularis
- Graptodytes pictus
- Hydaticus leander*
- Hydaticus seminiger (Zijrandwaterroofkever)
- Hydaticus transversalis (Dwarsbandwaterroofkever)
- Hydroglyphus geminus
- Hydroporus angustatus
- Hydroporus discretus
- Hydroporus elongatulus
- Hydroporus erythrocephalus
- Hydroporus ferrugineus
- Hydroporus glabriusculus
- Hydroporus gyllenhalii
- Hydroporus incognitus
- Hydroporus longicornis
- Hydroporus longulus
- Hydroporus marginatus
- Hydroporus melanarius
- Hydroporus memnonius
- Hydroporus morio
- Hydroporus neglectus
- Hydroporus nigrita
- Hydroporus notatus
- Hydroporus obscurus
- Hydroporus palustris (Moeraswaterroofkevertje)
- Hydroporus planus (Dwergwatertor)
- Hydroporus pubescens
- Hydroporus rufifrons
- Hydroporus scalesianus
- Hydroporus striola
- Hydroporus tessellatus
- Hydroporus tristis
- Hydroporus umbrosus
- Hydrovatus cuspidatus
- Hygrotus confluens
- Hygrotus decoratus
- Hygrotus impressopunctatus
- Hygrotus inaequalis
- Hygrotus nigrolineatus
- Hygrotus novemlineatus
- Hygrotus parallellogrammus
- Hygrotus versicolor
- Hyphydrus ovatus (Eirond watertorretje)
- Ilybius aenescens
- Ilybius ater
- Ilybius chalconatus
- Ilybius fenestratus (Vensterwaterroofkever)
- Ilybius fuliginosus
- Ilybius guttiger
- Ilybius montanus
- Ilybius neglectus
- Ilybius quadriguttatus
- Ilybius subaeneus
- Laccophilus hyalinus (Kleine geelrand)
- Laccophilus minutus
- Laccophilus poecilus
- Laccornis oblongus
- Liopterus haemorrhoidalis
- Nebrioporus canaliculatus
- Nebrioporus elegans
- Oreodytes sanmarkii (Sanmark's beektorretje)
- Platambus maculatus (Gevlekte beekkever)
- Porhydrus lineatus
- Rhantus bistriatus
- Rhantus exsoletus
- Rhantus frontalis
- Rhantus grapii
- Rhantus latitans
- Rhantus suturalis (Bepoederde waterroofkever)
- Rhantus suturellus
- Scarodytes halensis
- Stictotarsus duodecimpustulatus
- Suphrodytes dorsalis
- Suphrodytes figuratus
- Yola bicarinata

## Gyrinidae(Schrijvertjes)
Onderorde Adephaga
- Aulonogyrus concinnus (Geelgerande draaitor)
- Gyrinus aeratus
- Gyrinus caspius
- Gyrinus colymbus
- Gyrinus distinctus
- Gyrinus marinus
- Gyrinus minutus (Klein schrijvertje)
- Gyrinus natator
- Gyrinus paykulli
- Gyrinus substriatus
- Gyrinus suffriani
- Orectochilus villosus (Harig schrijvertje)

## Haliplidae(Watertreders)
Onderorde Adephaga
- Brychius elevatus (Geribde watertreder)
- Haliplus apicalis
- Haliplus confinis
- Haliplus flavicollis
- Haliplus fluviatilis
- Haliplus fulvicollis
- Haliplus fulvus
- Haliplus furcatus
- Haliplus heydeni
- Haliplus immaculatus
- Haliplus laminatus
- Haliplus lineatocollis (Gestrekte watertreder)
- Haliplus lineolatus
- Haliplus mucronatus
- Haliplus obliquus
- Haliplus ruficollis
- Haliplus sibiricus
- Haliplus variegatus
- Haliplus varius
- Peltodytes caesus (Brede watertreder)

## Hygrobiidae[3](Pieptorren)
Onderorde Adephaga
- Hygrobia hermanni (Slijkzwemmer)

## Noteridae(Diksprietwaterkevers)
Onderorde Adephaga
- Noterus clavicornis (Knotssprietzwemkevertje)
- Noterus crassicornis (Diksprietzwemkevertje)

## Sphaeriusidae(Oeverkogeltjes)
Onderorde Myxophaga
- Sphaerius acaroides

## Ptinidae(Klopkevers)
Onderorde Polyphaga • Infraorde Bostrichiformia • Superfamilie Bostrichoidea
- Anitys rubens
- Anobium canaliculatum
- Anobium fulvicorne
- Anobium inexspectatum
- Anobium punctatum (Gewone houtwormkever)
- Anobium rufipes
- Caenocara bovistae
- Caenocara subglobosa
- Dorcatoma chrysomelina
- Dorcatoma dresdensis
- Dorcatoma flavicornis
- Dorcatoma minor
- Dorcatoma robusta
- Dorcatoma setosella
- Dorcatoma substriata
- Dryophilus anobioides
- Dryophilus pusillus
- Epauloecus unicolor
- Ernobius abietinus
- Ernobius abietis
- Ernobius angusticollis
- Ernobius longicornis
- Ernobius mollis (Zachte houtwormkever)
- Ernobius nigrinus
- Ernobius pini
- Gastrallus laevigatus
- Gibbium psylloides* (Ronde diefkever)
- Grynobius planus
- Hadrobregmus confusus*
- Hadrobregmus denticollis
- Hedobia imperialis
- Hemicoelus costatus
- Lasioderma serricorne* (Tabakskever)
- Mesocoelopus niger
- Mezium affine*
- Niptus hololeucus* (Messingkever)
- Ochina ptinoides (Klimopkever)
- Ozognathus cornutus*
- Priobium carpini
- Ptilinus fuscus
- Ptilinus pectinicornis (Gekamde houtwormkever)
- Ptinus clavipes
- Ptinus coarcticollis*
- Ptinus dubius
- Ptinus exulans*
- Ptinus fur (Gewone diefkever)
- Ptinus lichenum
- Ptinus pusillus
- Ptinus rufipes
- Ptinus sexpunctatus
- Ptinus tectus (Australische diefkever)
- Ptinus villiger
- Sphaericus pinguis*
- Stegobium paniceum (Broodkever)
- Tricorynus meieri*
- Trigonogenius globulus*
- Xestobium plumbeum
- Xestobium rufovillosum (Grote houtwormkever)
- Xyletinus ater
- Xyletinus hanseni
- Xyletinus laticollis
- Xyletinus pectinatus

## Bostrichidae(Boorkevers)
Onderorde Polyphaga • Infraorde Bostrichiformia • Superfamilie Bostrichoidea
- Bostrichus capucinus (Kapucijnkever)
- Bostrychoplites cornutus*
- Bostrychopsis parallela*
- Dinoderus japonicus*
- Dinoderus minutus*
- Heterobostrychus aequalis*
- Lyctoxylon dentatum*
- Lyctus brunneus* (Bruine spinthoutkever)
- Lyctus linearis (Gewone spinthoutkever)
- Lyctus pubescens
- Minthea rugicollis*
- Rhyzopertha dominica*
- Sinoxylon anale*
- Sinoxylon muricatum*
- Sinoxylon unidentatum*
- Trogoxylon aequale*
- Xylopertha retusa
- Xyloperthodes nitidipennis*

## Dermestidae(Spektorren)
Onderorde Polyphaga • Infraorde Bostrichiformia • Superfamilie Bostrichoidea
- Anthrenocerus australis* (Australische tapijtkever)
- Anthrenus flavipes*
- Anthrenus fuscus
- Anthrenus museorum (Museumkever)
- Anthrenus pimpinellae (Vogelnestkever)
- Anthrenus sarnicus*
- Anthrenus scrophulariae (Helmkruidbloemkever)
- Anthrenus verbasci (Gewone tapijtkever)
- Attagenus cyphonoides*
- Attagenus fasciatus*
- Attagenus pellio (Pelskever)
- Attagenus unicolor
- Ctesias serra
- Dermestes ater
- Dermestes bicolor*
- Dermestes carnivorus*
- Dermestes frischii
- Dermestes haemorrhoidalis (Zwartbruine spekkever)
- Dermestes laniarius
- Dermestes lardarius (Gewone spekkever)
- Dermestes maculatus (Huidenkever)
- Dermestes murinus
- Dermestes peruvianus*
- Dermestes undulatus
- Globicornis emarginata
- Megatoma undata
- Phradonoma tricolor*
- Phradonoma villosulum*
- Reesa vespulae*
- Trinodes hirtus
- Trogoderma angustum* (Driebandkever)
- Trogoderma glabrum*
- Trogoderma granarium*
- Trogoderma megatomoides*
- Trogoderma ornatum*
- Trogoderma variabile*
- Trogoderma versicolor*

## Nosodendridae(Boomsapkevers)
Onderorde Polyphaga • Infraorde Bostrichiformia • Superfamilie Bostrichoidea
- Nosodendron fasciculare

## Derodontidae(Tandhalskevers)
Onderorde Polyphaga • Infraorde Bostrichiformia • Superfamilie Derontoidea
- Laricobius erichsonii

## Cerambycidae(Boktorren)
Onderorde Polyphaga • Infraorde Cucujiformia • Superfamilie Chrysomeloidea

## Chrysomelidae(Bladkevers)
Onderorde Polyphaga • Infraorde Cucujiformia • Superfamilie Chrysomeloidea

## Megalopodidae(Halstandhaantjes)
Onderorde Polyphaga • Infraorde Cucujiformia • Superfamilie Chrysomeloidea
- Zeugophora flavicollis (Geelhalspopulierenhaantje)
- Zeugophora scutellaris
- Zeugophora subspinosa (Gedoornd populierenhaantje)

## Orsodacnidae(Schijnhaantjes)
Onderorde Polyphaga • Infraorde Cucujiformia • Superfamilie Chrysomeloidea
- Orsodacne cerasi (Kersengoudhaantje)

## Cleridae(Mierkevers)
Onderorde Polyphaga • Infraorde Cucujiformia • Superfamilie Cleroidea
- Allonyx quadrimaculatus
- Clerus mutillarius*
- Cregya meieri*
- Korynetes caeruleus (Hamkever)
- Necrobia ruficollis (Roodhalskoprakever)
- Necrobia rufipes* (Roodpootkoprakever)
- Necrobia violacea (Aaskoprakever)
- Opetiopalpus scutellaris*
- Opilo domesticus (Bleekgele mierkever)
- Opilo mollis (Zachtharige mierkever)
- Thanasimus femoralis
- Thanasimus formicarius (Mierkever)
- Thaneroclerus buquet*
- Tillus elongatus (Huismierkever)
- Trichodes alvearius (Behaarde bijenwolf)
- Trichodes apiarius (Bijenkever)

## Melyridae(Bloemweekschilden)
Onderorde Polyphaga • Infraorde Cucujiformia • Superfamilie Cleroidea
- Anthocomus equestris
- Anthocomus fasciatus (Dubbelgevlekte bastaardweekschildkever)
- Anthocomus rufus
- Aplocnemus impressus
- Aplocnemus nigricornis
- Astylus atromaculatus*
- Axinotarsus marginalis
- Axinotarsus pulicarius
- Axinotarsus ruficollis
- Cerapheles terminatus
- Charopus flavipes
- Charopus pallipes
- Clanoptilus marginellus
- Clanoptilus strangulatus
- Cordylepherus viridis
- Danacea nigritarsis
- Dasytes aeratus
- Dasytes caeruleus
- Dasytes niger
- Dasytes plumbeus (Loodkleurige bloemweekschildkever)
- Dasytes virens
- Dolichosoma lineare (Smalle duinbloemweekschildkever)
- Ebaeus pedicularius
- Ebaeus thoracicus
- Malachius aeneus (Glanzende bastaardweekschildkever)
- Malachius bipustulatus (Roodvlekweekkever)
- Psilothrix viridicoeruleus (Duinbloemweekschildkever)
- Sphinginus lobatus
- Trichoceble floralis

## Phloiophilidae(Winterweekschilden)
Onderorde Polyphaga • Infraorde Cucujiformia • Superfamilie Cleroidea
- Phloiophilus edwardsii

## Trogossitidae(Schorsknaagkevers)
Onderorde Polyphaga • Infraorde Cucujiformia • Superfamilie Cleroidea
- Lophocateres pusillus*
- Nemozoma elongatum
- Tenebroides mauritanicus* (Moorse warenkever)
- Thymalus limbatus

## Alexiidae
Onderorde Polyphaga • Infraorde Cucujiformia • Superfamilie Cucujoidea
- Sphaerosoma pilosum

## Biphyllidae(Houtskoolzwamkevers)
Onderorde Polyphaga • Infraorde Cucujiformia • Superfamilie Cucujoidea
- Biphyllus lunatus
- Diplocoelus fagi

## Knotshoutkevers(Bothrideridae) (Knotshoutkevers)
Onderorde Polyphaga • Infraorde Cucujiformia • Superfamilie Cucujoidea
- Anommatus duodecimstriatus
- Anommatus reitteri*
- Oxylaemus variolosus
- Teredus cylindricus

## Byturidae(Frambozenkevers)
Onderorde Polyphaga • Infraorde Cucujiformia • Superfamilie Cucujoidea
- Byturus ochraceus (Bruine frambozenkever)
- Byturus tomentosus (Frambozenkever)

## Cerylonidae(Dwerghoutkevers)
Onderorde Polyphaga • Infraorde Cucujiformia • Superfamilie Cucujoidea
- Cerylon deplanatum
- Cerylon fagi
- Cerylon ferrugineum
- Cerylon histeroides (Platte houtknotskever)
- Cerylon impressum
- Murmidius ovalis*

## Coccinellidae(Lieveheersbeestjes)
Onderorde Polyphaga • Infraorde Cucujiformia • Superfamilie Cucujoidea
- Adalia bipunctata (Tweestippelig lieveheersbeestje)
- Adalia decempunctata (Tienstippelig lieveheersbeestje)
- Anatis ocellata (Oogvleklieveheersbeestje)
- Anisosticta novemdecimpunctata (Negentienstippelig lieveheersbeestje)
- Aphidecta obliterata (Bruin lieveheersbeestje)
- Calvia decemguttata (Tienvleklieveheersbeestje)
- Calvia quatuordecimguttata (Roomvleklieveheersbeestje)
- Chilocorus bipustulatus (Heidelieveheersbeestje)
- Chilocorus renipustulatus (Niervleklieveheersbeestje)
- Clitostethus arcuatus (Boogvlekkapoentje)
- Coccidula rufa (Ongevlekt rietkapoentje)
- Coccidula scutellata (Gevlekt rietkapoentje)
- Coccinella hieroglyphica (Hiëroglyfenlieveheersbeestje)
- Coccinella magnifica (Bosmierlieveheersbeestje)
- Coccinella quinquepunctata (Vijfstippelig lieveheersbeestje)
- Coccinella septempunctata (Zevenstippelig lieveheersbeestje)
- Coccinella undecimpunctata (Elfstippelig lieveheersbeestje)
- Coccinula quatuordecimpustulata (Veertienvleklieveheersbeestje)
- Cynegetis impunctata (Ongevleugeld lieveheersbeestje)
- Exochomus nigromaculatus (Zwart lieveheersbeestje)
- Exochomus quadripustulatus (Viervleklieveheersbeestje)
- Halyzia sedecimguttata (Meeldauwlieveheersbeestje)
- Harmonia axyridis* (Aziatisch lieveheersbeestje)
- Harmonia quadripunctata (Harlekijnlieveheersbeestje)
- Henosepilachna argus (Heggenranklieveheersbeestje)
- Henosepilachna vigintioctopunctata*
- Hippodamia convergens*
- Hippodamia septemmaculata (Veenlieveheersbeestje)
- Hippodamia tredecimpunctata (Dertienstippelig lieveheersbeestje)
- Hippodamia variegata (Ruigtelieveheersbeestje)
- Hyperaspis campestris (Bosbesglanskapoentje)
- Hyperaspis pseudopustulata (Schijnvlekglanskapoentje)
- Hyperaspis reppensis
- Myrrha octodecimguttata (Achttienvleklieveheersbeestje)
- Myzia oblongoguttata (Gestreept lieveheersbeestje)
- Nephus bipunctatus (Tweestippelig kapoentje)
- Nephus bisignatus (Watermerkkapoentje)
- Nephus conjunctus*
- Nephus limonii (Lamsoorkapoentje)
- Nephus quadrimaculatus (Viervlekkapoentje)
- Nephus redteeri (Moeraskapoentje)
- Oenopia conglobata (Vloeivleklieveheersbeestje)
- Oenopia impustulata (Ongevlekt lieveheersbeestje)
- Platynaspis luteorubra (Behaard lieveheersbeestje)
- Propylea quatuordecimpunctata (Schaakbordlieveheersbeestje)
- Psyllobora vigintiduopunctata (Citroenlieveheersbeestje)
- Psyllobora vigintimaculata*
- Rhyzobius chrysomeloides (Struweelnepkapoentje)
- Rhyzobius litura (Graslandnepkapoentje)
- Scymnus abietis (Sparrenkapoentje)
- Scymnus ater (Klein zwart kapoentje)
- Scymnus auritus (Roodrandkapoentje)
- Scymnus ferrugatus (Roestpuntkapoentje)
- Scymnus frontalis (Conisch kapoentje)
- Scymnus haemorrhoidalis (Bloedpuntkapoentje)
- Scymnus interruptus (Driehoekkapoentje)
- Scymnus limbatus (Gerand kapoentje)
- Scymnus nigrinus (Groot zwart kapoentje)
- Scymnus rubromaculatus (Roodkopkapoentje)
- Scymnus schmidti (Gemaskeerd kapoentje)
- Scymnus suffrianioides
- Scymnus suturalis (Dennenkapoentje)
- Sospita vigintiguttata (Twintigvleklieveheersbeestje)
- Stethorus punctillum (Spintetend puntkapoentje)
- Subcoccinella vigintiquatuorpunctata (Vierentwintigstippelig lieveheersbeestje)
- Tytthaspis sedecimpunctata (Zestienstippelig lieveheersbeestje)
- Vibidia duodecimguttata (Twaalfvleklieveheersbeestje)

## Corylophidae(Molmkogeltjes)
Onderorde Polyphaga • Infraorde Cucujiformia • Superfamilie Cucujoidea
- Arthrolips nana
- Arthrolips obscura
- Clypastraea pusilla
- Corylophus cassidoides
- Orthoperus atomarius*
- Orthoperus atomus
- Orthoperus brunnipes
- Orthoperus corticalis
- Orthoperus nigrescens
- Sericoderus lateralis

## Cryptophagidae(Harige schimmelkevers)
Onderorde Polyphaga • Infraorde Cucujiformia • Superfamilie Cucujoidea
- Antherophagus pallens (Zwartspriethommelkevertje)
- Antherophagus silaceus
- Antherophagus similis (Hommelnestkevertje)
- Atomaria apicalis
- Atomaria atra
- Atomaria atricapilla
- Atomaria basalis
- Atomaria bella
- Atomaria clavigera
- Atomaria fimetarii (Inktzwamtorretje)
- Atomaria fuscata
- Atomaria fuscipes
- Atomaria gibbula
- Atomaria gutta
- Atomaria impressa
- Atomaria lewisi*
- Atomaria linearis (Bietenkevertje)
- Atomaria longicornis
- Atomaria mesomela
- Atomaria munda
- Atomaria nigripennis
- Atomaria nigrirostris
- Atomaria nigriventris
- Atomaria nitidula
- Atomaria ornata
- Atomaria peltata
- Atomaria pulchra
- Atomaria punctithorax
- Atomaria pusilla
- Atomaria rhenana
- Atomaria rubella
- Atomaria rubida
- Atomaria rubricollis
- Atomaria scutellaris
- Atomaria testacea
- Atomaria turgida
- Atomaria umbrina
- Atomaria versicolor
- Atomaria vespertina
- Atomaria wollastoni
- Atomaria zetterstedti
- Caenoscelis ferruginea
- Caenoscelis subdeplanata
- Cryptophagus acutangulus
- Cryptophagus badius
- Cryptophagus cellaris
- Cryptophagus corticinus
- Cryptophagus cylindrellus
- Cryptophagus dentatus
- Cryptophagus denticulatus
- Cryptophagus distinguendus
- Cryptophagus dorsalis
- Cryptophagus fallax
- Cryptophagus fuscicornis
- Cryptophagus labilis
- Cryptophagus laticollis
- Cryptophagus lycoperdi (Stuifzwamkevertje)
- Cryptophagus pallidus
- Cryptophagus populi
- Cryptophagus pubescens
- Cryptophagus puncticollis
- Cryptophagus punctipennis
- Cryptophagus reflexus
- Cryptophagus saginatus
- Cryptophagus scanicus
- Cryptophagus schmidtii
- Cryptophagus scutellatus
- Cryptophagus setulosus
- Cryptophagus simplex*
- Cryptophagus sporadum
- Cryptophagus subdepressus
- Cryptophagus subfumatus
- Cryptophagus uncinatus
- Ephistemus globulus
- Henoticus californicus*
- Henoticus serratus
- Hypocoprus latridioides
- Micrambe abietis
- Micrambe ulicis
- Micrambe woodroffei
- Ootypus globosus
- Paramecosoma melanocephalum
- Spavius glaber (Mierendwergschimmelvreter)
- Telmatophilus brevicollis
- Telmatophilus caricis
- Telmatophilus schoenherrii
- Telmatophilus sparganii
- Telmatophilus typhae (Lisdoddetorretje)

## Cucujidae(Platte schorskevers)
Onderorde Polyphaga • Infraorde Cucujiformia • Superfamilie Cucujoidea
- Cucujus cinnaberinus (Vermiljoenkever)
- Pediacus depressus
- Pediacus dermestoides

## Endomychidae(Zwamkevers)
Onderorde Polyphaga • Infraorde Cucujiformia • Superfamilie Cucujoidea
- Endomychus coccineus
- Holoparamecus depressus
- Holoparamecus ragusae
- Holoparamecus singularis
- Lycoperdina bovistae
- Lycoperdina succincta
- Mycetaea subterranea
- Symbiotes gibberosus
- Symbiotes latus

## Erotylidae(Prachtzwamkevers)
Onderorde Polyphaga • Infraorde Cucujiformia • Superfamilie Cucujoidea
- Combocerus glaber
- Cryptophilus integer
- Cryptophilus obliteratus*
- Dacne bipustulata (Tweepunttonderkevertje)
- Dacne rufifrons
- Pharaxonotha kirschii*
- Triplax lacordairii
- Triplax rufipes
- Triplax russica (Glanzende tonderkever)
- Tritoma bipustulata (Grote tonderkever)

## Kateretidae(Bastaardglanskevers)
Onderorde Polyphaga • Infraorde Cucujiformia • Superfamilie Cucujoidea
- Brachypterolus antirrhini
- Brachypterolus linariae
- Brachypterolus pulicarius (Leeuwenbekkevertje)
- Brachypterolus vestitus
- Brachypterus fulvipes
- Brachypterus glaber (Glad brandnetelkevertje)
- Brachypterus urticae
- Heterhelus scutellaris
- Heterhelus solani
- Kateretes pedicularius
- Kateretes rufilabris

## Laemophloeidae(Dwergschorskevers)
Onderorde Polyphaga • Infraorde Cucujiformia • Superfamilie Cucujoidea
- Cryptolestes corticinus
- Cryptolestes duplicatus
- Cryptolestes ferrugineus (Roestbruine graankever)
- Cryptolestes pusillus*
- Cryptolestes spartii
- Cryptolestes turcicus*
- Laemophloeus kraussi
- Laemophloeus monilis
- Leptophloeus alternans
- Leptophloeus clematidis (Bosranksmalkever)
- Notolaemus unifasciatus
- Placonotus testaceus

## Latridiidae(Schimmelkevers)
Onderorde Polyphaga • Infraorde Cucujiformia • Superfamilie Cucujoidea
- Adistemia watsoni*
- Cartodere bifasciata*
- Cartodere constricta
- Cartodere nodifer*
- Corticaria crenulata
- Corticaria elongata
- Corticaria ferruginea
- Corticaria fulva
- Corticaria impressa
- Corticaria inconspicua
- Corticaria longicollis
- Corticaria punctulata
- Corticaria rubripes
- Corticaria saginata
- Corticaria serrata
- Corticaria umbilicata
- Corticarina cavicollis
- Corticarina minuta
- Corticarina similata
- Corticarina truncatella
- Cortinicara gibbosa
- Dienerella argus
- Dienerella beloni*
- Dienerella clathrata
- Dienerella costulata*
- Dienerella filiformis
- Dienerella filum
- Dienerella ruficollis
- Dienerella vincenti
- Enicmus brevicornis
- Enicmus fungicola
- Enicmus histrio
- Enicmus rugosus
- Enicmus testaceus
- Enicmus transversus
- Latridius assimilis
- Latridius consimilis
- Latridius hirtus
- Latridius minutus
- Latridius porcatus
- Lithostygnus serripennis
- Melanophthalma distinguenda
- Melanophthalma suturalis
- Melanophthalma transversalis
- Migneauxia lederi
- Stephostethus angusticollis
- Stephostethus lardarius (Dwergspektor)
- Stephostethus pandellei
- Stephostethus rugicollis
- Thes bergrothi

## Monotomidae(Kerkhofkevers)
Onderorde Polyphaga • Infraorde Cucujiformia • Superfamilie Cucujoidea
- Monotoma angusticollis (Smalhalsmierenkever)
- Monotoma bicolor
- Monotoma brevicollis
- Monotoma conicicollis
- Monotoma longicollis
- Monotoma picipes
- Monotoma quadricollis
- Monotoma quadrifoveolata
- Monotoma spinicollis
- Monotoma testacea
- Rhizophagus aeneus
- Rhizophagus bipustulatus
- Rhizophagus cribratus
- Rhizophagus depressus (Platte gele schorskever)
- Rhizophagus dispar
- Rhizophagus fenestralis
- Rhizophagus ferrugineus (Sparrenglanskever)
- Rhizophagus grandis
- Rhizophagus nitidulus
- Rhizophagus parallelocollis
- Rhizophagus perforatus
- Rhizophagus picipes

## Nitidulidae(Glanskevers)
Onderorde Polyphaga • Infraorde Cucujiformia • Superfamilie Cucujoidea
- Aethina tumida (Kleine bijenkastkever)
- Amphotis marginata (Breedgerande glanskever)
- Carpophilus dimidiatus*
- Carpophilus hemipterus*
- Carpophilus ligneus*
- Carpophilus marginellus*
- Carpophilus mutilatus*
- Carpophilus obsoletus*
- Carpophilus sexpustulatus
- Conotelus mexicanus*
- Cryptarcha strigata
- Cryptarcha undata
- Cybocephalus fodori
- Cybocephalus politus
- Cychramus luteus (Grote gele glanskever)
- Cychramus variegatus
- Epuraea aestiva (Platte staartschorskever)
- Epuraea angustula
- Epuraea biguttata
- Epuraea distincta
- Epuraea fuscicollis
- Epuraea guttata
- Epuraea limbata
- Epuraea longula
- Epuraea marseuli
- Epuraea melanocephala
- Epuraea melina
- Epuraea neglecta
- Epuraea ocularis
- Epuraea pallescens
- Epuraea pygmaea
- Epuraea rufomarginata
- Epuraea silacea
- Epuraea terminalis
- Epuraea thoracica
- Epuraea variegata
- Glischrochilus hortensis
- Glischrochilus quadriguttatus
- Glischrochilus quadripunctatus (Vierpuntschorsglanskever)
- Glischrochilus quadrisignatus*
- Meligethes aeneus (Koolzaadglanskever)
- Meligethes assimilis
- Meligethes atramentarius (Smeerwortelglanskever)
- Meligethes atratus
- Meligethes bidens
- Meligethes brunnicornis
- Meligethes carinulatus
- Meligethes coeruleovirens
- Meligethes coracinus
- Meligethes corvinus
- Meligethes denticulatus
- Meligethes difficilis
- Meligethes egenus
- Meligethes exilis
- Meligethes flavimanus
- Meligethes fulvipes
- Meligethes gagathinus
- Meligethes haemorrhoidalis
- Meligethes kunzei
- Meligethes lugubris
- Meligethes morosus
- Meligethes nanus
- Meligethes nigrescens
- Meligethes obscurus
- Meligethes ochropus
- Meligethes ovatus
- Meligethes pedicularius
- Meligethes planiusculus
- Meligethes rotundicollis
- Meligethes ruficornis
- Meligethes serripes
- Meligethes solidus
- Meligethes subrugosus
- Meligethes sulcatus
- Meligethes symphyti (Smeerwortelglanskever)
- Meligethes tenebrosus
- Meligethes tristis
- Meligethes umbrosus
- Meligethes viridescens
- Nitidula bipunctata
- Nitidula carnaria (Aasglanskever)
- Nitidula rufipes
- Omosita colon
- Omosita depressa
- Omosita discoidea (Kadaverglanskever)
- Pityophagus ferrugineus (Roestgele schorskeverjager)
- Pocadius adustus
- Pocadius ferrugineus (Roestgele paddestoelkever)
- Pria dulcamarae (Bitterzoetglanskever)
- Soronia grisea
- Soronia punctatissima
- Thalycra fervida

## Phalacridae(Glanzende bloemkevers)
Onderorde Polyphaga • Infraorde Cucujiformia • Superfamilie Cucujoidea
- Olibrus aeneus (Gladde glanzende bloemkevers)
- Olibrus affinis
- Olibrus baudueri
- Olibrus bicolor
- Olibrus corticalis
- Olibrus flavicornis
- Olibrus liquidus
- Olibrus millefolii
- Olibrus norvegicus
- Olibrus pygmaeus
- Phalacrus caricis
- Phalacrus championi
- Phalacrus corruscus
- Phalacrus fimetarius
- Phalacrus substriatus
- Stilbus atomarius
- Stilbus oblongus
- Stilbus testaceus

## Silvanidae(Spitshalskevers)
Onderorde Polyphaga • Infraorde Cucujiformia • Superfamilie Cucujoidea
- Ahasverus advena
- Ahasverus excisus*
- Cathartus quadricollis*
- Cryptamorpha desjardinsii*
- Nausibius clavicornis*
- Oryzaephilus mercator*
- Oryzaephilus surinamensis* (Getande graankever)
- Psammoecus bipunctatus
- Silvanoprus fagi
- Silvanus bidentatus
- Silvanus unidentatus
- Uleiota planata (Bruine tandkever)

## Sphindidae(Slijmzwamkevers)
Onderorde Polyphaga • Infraorde Cucujiformia • Superfamilie Cucujoidea
- Aspidiphorus orbiculatus
- Sphindus dubius

## Anthribidae(Boksnuitkevers)
Onderorde Polyphaga • Infraorde Cucujiformia • Superfamilie Curculionoidea

## Attelabidae(Bladrolkevers)
Onderorde Polyphaga • Infraorde Cucujiformia • Superfamilie Curculionoidea

## Brentidae(Spitsmuisjes)
Onderorde Polyphaga • Infraorde Cucujiformia • Superfamilie Curculionoidea

## Curculionidae(Snuitkevers)
Onderorde Polyphaga • Infraorde Cucujiformia • Superfamilie Curculionoidea

## Nemonychidae(Bastaardsnuitkevers)
Onderorde Polyphaga • Infraorde Cucujiformia • Superfamilie Curculionoidea

## Lymexylidae
Onderorde Polyphaga • Infraorde Cucujiformia • Superfamilie Lymexyloidea
- Hylecoetus dermestoides (Gewone werfkever)
- Lymexylon navale (Scheepswerfkever)

## Aderidae(Schijnsnoerhalskevers)
Onderorde Polyphaga • Infraorde Cucujiformia • Superfamilie Tenebrionoidea
- Aderus populneus
- Anidorus nigrinus
- Euglenes oculatus
- Vanonus brevicornis

## Anthicidae(Snoerhalskevers)
Onderorde Polyphaga • Infraorde Cucujiformia • Superfamilie Tenebrionoidea
- Anthicus antherinus (Bloemensnoerhalskever)
- Anthicus bimaculatus (Bleekgele snoerhalskever)
- Anthicus flavipes
- Anthicus sellatus
- Cordicollis instabilis
- Cyclodinus constrictus
- Hirticollis hispidus
- Notoxus monoceros (Eenhoornige snoerhalskever)
- Omonadus floralis*
- Omonadus formicarius
- Stricticollis tobias*

## Ciidae(Houtzwamkevers)
Onderorde Polyphaga • Infraorde Cucujiformia • Superfamilie Tenebrionoidea
- Cis bidentatus
- Cis boleti (Gewoon boomzwamkevertje)
- Cis castaneus
- Cis comptus
- Cis fagi
- Cis festivus
- Cis fusciclavis
- Cis glabratus
- Cis micans
- Cis punctulatus
- Cis pygmaeus
- Cis rugulosus
- Cis submicans
- Cis vestitus
- Cis villosulus
- Ennearthron cornutum
- Octotemnus glabriculus
- Orthocis alni
- Orthocis coluber
- Ropalodontus perforatus
- Strigocis bicornis
- Sulcacis bidentulus
- Sulcacis fronticornis
- Sulcacis nitidus
- Xylographus bostrichoides

## Melandryidae(Zwamspartelkevers)
Onderorde Polyphaga • Infraorde Cucujiformia • Superfamilie Tenebrionoidea
- Abdera affinis
- Abdera flexuosa
- Abdera triguttata
- Anisoxya fuscula
- Conopalpus testaceus
- Hallomenus binotatus
- Hypulus quercinus
- Melandrya caraboides (Beukenzwartkever)
- Orchesia micans (Blinkende springkever)
- Orchesia minor
- Orchesia undulata
- Phloiotrya rufipes
- Phloiotrya tenuis
- Serropalpus barbatus

## Meloidae(Oliekevers)
Onderorde Polyphaga • Infraorde Cucujiformia • Superfamilie Tenebrionoidea
- Cerocoma schaefferi
- Lytta vesicatoria (Spaanse vlieg)
- Meloe autumnalis
- Meloe brevicollis
- Meloe proscarabaeus (Gewone oliekever)
- Meloe rugosus
- Meloe variegatus (Bonte oliekever)
- Meloe violaceus (Blauwe oliekever)
- Sitaris muralis
- Stenoria analis

## Mordellidae(Spartelkevers)
Onderorde Polyphaga • Infraorde Cucujiformia • Superfamilie Tenebrionoidea
- Curtimorda bisignata
- Curtimorda maculosa
- Mordella brachyura
- Mordella holomelaena
- Mordellistena acuticollis
- Mordellistena austriaca
- Mordellistena brevicauda
- Mordellistena cattleyana*
- Mordellistena falsoparvula
- Mordellistena ferruginipes
- Mordellistena fuscogemellata
- Mordellistena hollandica
- Mordellistena humeralis
- Mordellistena nanuloides
- Mordellistena neuwaldeggiana
- Mordellistena parvula
- Mordellistena pentas
- Mordellistena pseudopumila
- Mordellistena pumila
- Mordellistena purpureonigrans
- Mordellistena pygmaeola
- Mordellistena variegata
- Mordellistena weisei
- Mordellistenula perrisi
- Mordellochroa abdominalis
- Tomoxia bucephala
- Variimorda villosa

## Mycetophagidae(Boomzwamkevers)
Onderorde Polyphaga • Infraorde Cucujiformia • Superfamilie Tenebrionoidea
- Berginus tamarisci*
- Litargus balteatus
- Litargus connexus
- Mycetophagus atomarius
- Mycetophagus fulvicollis
- Mycetophagus multipunctatus
- Mycetophagus piceus
- Mycetophagus populi
- Mycetophagus quadriguttatus
- Mycetophagus quadripustulatus (Viervlekschimmelkever)
- Triphyllus bicolor
- Typhaea haagi
- Typhaea stercorea (Behaarde schimmelkever)

## Oedemeridae(Schijnboktorren)
Onderorde Polyphaga • Infraorde Cucujiformia • Superfamilie Tenebrionoidea
- Anogcodes melanurus
- Chrysanthia geniculata
- Ischnomera cyanea
- Nacerdes melanura (Heipaalkever)
- Oedemera croceicollis
- Oedemera femoralis
- Oedemera flavipes
- Oedemera lurida
- Oedemera nobilis (Fraaie schijnboktor)
- Oedemera podagrariae (Dikdijkever)
- Oedemera pthysica*
- Oedemera virescens (Groene schijnboktor)

## Pyrochroidae(Vuurkevers)
Onderorde Polyphaga • Infraorde Cucujiformia • Superfamilie Tenebrionoidea
- Pyrochroa coccinea (Zwartkopvuurkever)
- Pyrochroa serraticornis (Roodkopvuurkever)
- Schizotus pectinicornis

## Pythidae(Blauwe schorskevers)
Onderorde Polyphaga • Infraorde Cucujiformia • Superfamilie Tenebrionoidea
- Pytho depressus (Blauwe glansschorskever)

## Ripiphoridae(Waaierkevers)
Onderorde Polyphaga • Infraorde Cucujiformia • Superfamilie Tenebrionoidea
- Metoecus paradoxus (Waaierkever)
- Ripidius pectinicornis*

## Salpingidae(Platsnuitschorskevers)
Onderorde Polyphaga • Infraorde Cucujiformia • Superfamilie Tenebrionoidea
- Aglenus brunneus
- Lissodema cursor
- Lissodema denticolle
- Rabocerus gabrieli
- Salpingus planirostris
- Salpingus ruficollis
- Sphaeriestes castaneus
- Sphaeriestes reyi
- Sphaeriestes stockmanni
- Vincenzellus ruficollis

## Scraptiidae(Bloemspartelkevers)
Onderorde Polyphaga • Infraorde Cucujiformia • Superfamilie Tenebrionoidea
- Anaspis bohemica
- Anaspis brunnipes
- Anaspis costai
- Anaspis fasciata
- Anaspis flava
- Anaspis frontalis
- Anaspis garneysi
- Anaspis lurida
- Anaspis maculata
- Anaspis pulicaria
- Anaspis regimbarti
- Anaspis rufilabris
- Anaspis thoracica
- Anaspis varians
- Scraptia fuscula

## Tenebrionidae(Zwartlijven)
Onderorde Polyphaga • Infraorde Cucujiformia • Superfamilie Tenebrionoidea
- Allecula morio
- Alphitobius diaperinus* (Piepschuimkever)
- Alphitobius laevigatus*
- Alphitophagus bifasciatus
- Blaps lethifera* (Stompe dodentor)
- Blaps mortisaga* (Dodentor)
- Blaps mucronata* (Gewone kelderkever)
- Bolitophagus reticulatus
- Corticeus bicolor
- Corticeus fraxini
- Corticeus linearis
- Corticeus unicolor
- Crypticus quisquilius (Vlugge zwartlijf)
- Cteniopus sulphureus (Zwavelgele bloemenkever)
- Diaperis boleti (Boletenzwartlijf)
- Eledona agricola
- Gnatocerus cornutus* (Gehoornde meelkever)
- Gnatocerus maxillosus*
- Gonocephalum rusticum*
- Gonodera luperus
- Helops caeruleus
- Hymenalia rufipes
- Isomira murina (Tweekleurige bloemenkever)
- Lagria atripes
- Lagria hirta (Ruigkever)
- Latheticus oryzae*
- Melanimon tibialis
- Mycetochara axillaris
- Mycetochara humeralis
- Mycetochara linearis
- Myrmechixenus subterraneus
- Myrmechixenus vaporariorum
- Nalassus laevioctostriatus
- Neomida bicornis*
- Omophlus propagatus*
- Opatrum sabulosum (Gekorrelde zwartlijf)
- Palorus depressus*
- Palorus ratzeburgii*
- Palorus subdepressus*
- Pentaphyllus testaceus
- Phaleria cadaverina (Strandzwartlijf)
- Phylan gibbus (Duinzwartlijf)
- Platydema violaceum
- Prionychus ater (Zwartkever)
- Prionychus melanarius
- Pseudocistela ceramboides
- Scaphidema metallicum
- Tenebrio molitor (Meeltor)
- Tenebrio obscurus*
- Tribolium castaneum* (Kastanjebruine rijstmeelkever)
- Tribolium confusum* (Gewone rijstmeelkever)
- Tribolium destructor* (Grote rijstmeelkever)
- Tribolium hispidum
- Xanthomus pallidus

## Tetratomidae(Winterkevers)
Onderorde Polyphaga • Infraorde Cucujiformia • Superfamilie Tenebrionoidea
- Tetratoma ancora
- Tetratoma desmarestii
- Tetratoma fungorum

## Zopheridae(Somberkevers)
Onderorde Polyphaga • Infraorde Cucujiformia • Superfamilie Tenebrionoidea
- Aulonium trisulcum
- Bitoma crenata (Gekerfde schorskever)
- Colydium elongatum
- Langelandia anophthalma
- Orthocerus clavicornis (Zwarte knotssprietkever)
- Synchita humeralis
- Synchita separanda
- Synchita variegata

## Buprestidae(Prachtkevers)
Onderorde Polyphaga • Infraorde Elateriformia • Superfamilie Buprestoidea
- Agrilus angustulus
- Agrilus anxius
- Agrilus ater (Populierenprachtkever)
- Agrilus betuleti
- Agrilus biguttatus
- Agrilus convexicollis
- Agrilus cuprescens
- Agrilus cyanescens
- Agrilus laticornis
- Agrilus olivicolor
- Agrilus planipennis (Aziatische essenprachtkever)
- Agrilus pratensis
- Agrilus sinuatus (Perenprachtkever)
- Agrilus subauratus
- Agrilus sulcicollis
- Agrilus viridis (Groen smalbuikje)
- Anthaxia godeti
- Anthaxia manca
- Anthaxia nitidula (Bloemenprachtkever)
- Anthaxia quadripunctata
- Anthaxia salicis
- Anthaxia sepulchralis*
- Aphanisticus emarginatus
- Aphanisticus pusillus
- Buprestis haemorrhoidalis*
- Buprestis novemmaculata*
- Buprestis striata*
- Chrysobothris affinis (Bronsprachtkever)
- Chrysobothris solieri (Goudgepuncteerde dennenprachtkever)
- Lamprodila beauchenii*
- Melanophila acuminata
- Phaenops cyanea
- Trachys minutus (Wilgenprachtkevertje)
- Trachys scrobiculatus
- Trachys troglodytes

## Byrrhidae(Pilkevers)
Onderorde Polyphaga • Infraorde Elateriformia • Superfamilie Byrrhoidea
- Byrrhus fasciatus (Geelbandpilkever)
- Byrrhus luniger
- Byrrhus pilula (Gewone pilkever)
- Byrrhus pustulatus
- Chaetophora spinosa
- Curimopsis maritima
- Curimopsis nigrita
- Curimopsis setiger
- Cytilus sericeus
- Lamprobyrrhulus nitidus
- Morychus aeneus
- Porcinolus murinus
- Simplocaria semistriata

## Dryopidae(Ruighaarkevers)
Onderorde Polyphaga • Infraorde Elateriformia • Superfamilie Byrrhoidea
- Dryops anglicanus
- Dryops auriculatus (Gewone beekkever)
- Dryops ernesti
- Dryops griseus
- Dryops luridus (Behaarde beekkever)
- Dryops nitidulus
- Dryops similaris
- Dryops striatellus
- Dryops viennensis
- Pomatinus substriatus

## Elmidae(Beekkevers)
Onderorde Polyphaga • Infraorde Elateriformia • Superfamilie Byrrhoidea
- Elmis aenea (Trage beekkever)
- Elmis maugetii
- Elmis obscura
- Elmis rioloides
- Esolus angustatus
- Esolus parallelepipedus
- Esolus pygmaeus
- Limnius muelleri
- Limnius opacus
- Limnius perrisi
- Limnius volckmari
- Macronychus quadrituberculatus
- Normandia nitens
- Oulimnius major
- Oulimnius rivularis
- Oulimnius troglodytes
- Oulimnius tuberculatus
- Potamophilus acuminatus
- Riolus cupreus
- Riolus subviolaceus
- Stenelmis canaliculata

## Heteroceridae(Oevergraafkevers)
Onderorde Polyphaga • Infraorde Elateriformia • Superfamilie Byrrhoidea
- Heterocerus crinitus
- Heterocerus fenestratus (Slijktorretje)
- Heterocerus flexuosus
- Heterocerus fossor
- Heterocerus fusculus (Gewone oevergraafkever)
- Heterocerus hispidulus
- Heterocerus intermedius
- Heterocerus marginatus (Gerande oevergraafkever)
- Heterocerus maritimus
- Heterocerus obsoletus

## Limnichidae(Dwergpilkevers)
Onderorde Polyphaga • Infraorde Elateriformia • Superfamilie Byrrhoidea
- Bothriophorus atomus
- Limnichus pygmaeus
- Limnichus sericeus
- Pelochares versicolor

## Psephenidae(Keikevers)
Onderorde Polyphaga • Infraorde Elateriformia • Superfamilie Byrrhoidea
- Eubria palustris

## Dascillidae(Withaarkevers)
Onderorde Polyphaga • Infraorde Elateriformia • Superfamilie Dascilloidea
- Dascillus cervinus (Grijshaarkever)

## Cantharidae(Soldaatjes)
Onderorde Polyphaga • Infraorde Elateriformia • Superfamilie Elateroidea

## Cerophytidae(Spinthoutkevers)
Onderorde Polyphaga • Infraorde Elateriformia • Superfamilie Elateroidea
- Cerophytum elateroides

## Drilidae(Slakkenkevers)
Onderorde Polyphaga • Infraorde Elateriformia • Superfamilie Elateroidea
- Drilus concolor
- Drilus flavescens (Slakkenvreter)

## Elateridae(Kniptorren)
Onderorde Polyphaga • Infraorde Elateriformia • Superfamilie Elateroidea

## Eucnemidae(Schijnkniptorrens)
Onderorde Polyphaga • Infraorde Elateriformia • Superfamilie Elateroidea
- Dromaeolus barnabita
- Eucnemis capucina (Kapucijner klimkever)
- Hylis cariniceps
- Hylis foveicollis
- Hylis olexai
- Melasis buprestoides
- Microrhagus lepidus
- Microrhagus pygmaeus

## Lampyridae(Glimwormen)
Onderorde Polyphaga • Infraorde Elateriformia • Superfamilie Elateroidea
- Lamprohiza splendidula (Kleine glimworm)
- Lampyris noctiluca (Grote glimworm)
- Phosphaenus hemipterus (Kortschildglimworm)

## Lycidae(Netschildkevers)
Onderorde Polyphaga • Infraorde Elateriformia • Superfamilie Elateroidea
- Lygistopterus sanguineus
- Platycis cosnardi

## Omalisidae(Kasteelkevers)
Onderorde Polyphaga • Infraorde Elateriformia • Superfamilie Elateroidea
- Omalisus fontisbellaquaei

## Throscidae(Dwergkniptorren)
Onderorde Polyphaga • Infraorde Elateriformia • Superfamilie Elateroidea
- Aulonothroscus brevicollis
- Trixagus carinifrons
- Trixagus dermestoides
- Trixagus gracilis
- Trixagus leseigneuri
- Trixagus obtusus

## Clambidae(Oprolkogeltjes)
Onderorde Polyphaga • Infraorde Elateriformia • Superfamilie Scirtoidea
- Calyptomerus dubius
- Clambus armadillo
- Clambus minutus
- Clambus nigrellus
- Clambus nigriclavis
- Clambus pallidulus
- Clambus pubescens
- Clambus punctulum
- Clambus simsoni*

## Eucinetidae(Buitelkevers)
Onderorde Polyphaga • Infraorde Elateriformia • Superfamilie Scirtoidea
- Eucinetus haemorrhoidalis
- Eucinetus meridionalis

## Scirtidae(Moerasweekschilden)
Onderorde Polyphaga • Infraorde Elateriformia • Superfamilie Scirtoidea
- Cyphon coarctatus
- Cyphon hilaris
- Cyphon laevipennis
- Cyphon ochraceus
- Cyphon padi
- Cyphon palustris
- Cyphon pubescens
- Cyphon ruficeps
- Cyphon variabilis
- Elodes elongata
- Elodes minuta
- Elodes pseudominuta
- Elodes tricuspis
- Hydrocyphon deflexicollis
- Microcara testacea (Bruine haarkever)
- Odeles marginata
- Prionocyphon serricornis
- Scirtes hemisphaericus
- Scirtes orbicularis

## Bolboceratidae(Cognackevers)
Onderorde Polyphaga • Infraorde Scarabaeiformia • Superfamilie Scarabaeoidea

## Geotrupidae(Mesttorren)
Onderorde Polyphaga • Infraorde Scarabaeiformia • Superfamilie Scarabaeoidea

## Glaphyridae
Onderorde Polyphaga • Infraorde Scarabaeiformia • Superfamilie Scarabaeoidea

## Lucanidae(Vliegende herten)
Onderorde Polyphaga • Infraorde Scarabaeiformia • Superfamilie Scarabaeoidea

## Scarabaeidae(Bladsprietkevers)
Onderorde Polyphaga • Infraorde Scarabaeiformia • Superfamilie Scarabaeoidea

## Trogidae(Beenderknagers)
Onderorde Polyphaga • Infraorde Scarabaeiformia • Superfamilie Scarabaeoidea

## Histeridae(Spiegelkevers)
Onderorde Polyphaga • Infraorde Staphyliniformia • Superfamilie Hydrophiloidea
- Abraeus granulum
- Abraeus parvulus
- Abraeus perpusillus
- Acritus homoeopathicus
- Acritus komai
- Acritus nigricornis
- Atholus bimaculatus
- Atholus duodecimstriatus
- Atholus praetermissus
- Carcinops pumilio
- Chalcionellus decemstriatus
- Dendrophilus punctatus
- Dendrophilus pygmaeus (Kleine mierenspiegelkever)
- Eblisia minor
- Gnathoncus buyssoni
- Gnathoncus communis
- Gnathoncus nannetensis
- Gnathoncus rotundatus
- Haeterius ferrugineus (Roestrood mierenkevertje)
- Halacritus punctum
- Hister bissexstriatus
- Hister helluo
- Hister quadrinotatus (Viervlekplompkever)
- Hister unicolor (Eenkleurige spiegelkever)
- Hololepta plana
- Hypocaccus crassipes (Dikvoetstrandspiegelkever)
- Hypocaccus dimidiatus
- Hypocaccus metallicus
- Hypocaccus rugiceps
- Hypocaccus rugifrons
- Kissister minimus
- Margarinotus bipustulatus (Tweevlekplompkever)
- Margarinotus brunneus (Aasplompkever)
- Margarinotus carbonarius
- Margarinotus ignobilis
- Margarinotus marginatus
- Margarinotus merdarius
- Margarinotus neglectus
- Margarinotus obscurus
- Margarinotus punctiventer
- Margarinotus purpurascens
- Margarinotus striola
- Margarinotus terricola
- Margarinotus ventralis
- Myrmetes paykulli (Zwarte mierenspiegelkever)
- Onthophilus punctatus
- Onthophilus striatus
- Paromalus flavicornis
- Paromalus parallelepipedus
- Platysoma angustatum
- Platysoma compressum
- Platysoma elongatum
- Plegaderus caesus
- Plegaderus dissectus
- Plegaderus vulneratus (Gegroefde spiegelkever)
- Saprinus aeneus
- Saprinus immundus
- Saprinus planiusculus
- Saprinus politus
- Saprinus rugifer
- Saprinus semistriatus (Gestreepte spiegelkever)
- Saprinus subnitescens
- Saprinus virescens
- Teretrius fabricii

## Hydrophilidae(Spinnende waterkevers)
Onderorde Polyphaga • Infraorde Staphyliniformia • Superfamilie Hydrophiloidea
- Anacaena bipustulata
- Anacaena globulus
- Anacaena limbata
- Anacaena lutescens
- Berosus affinis
- Berosus fulvus
- Berosus luridus (Tweekleurige waterkever)
- Berosus signaticollis
- Berosus spinosus
- Cercyon analis
- Cercyon bifenestratus
- Cercyon castaneipennis
- Cercyon convexiusculus
- Cercyon depressus
- Cercyon granarius
- Cercyon haemorrhoidalis
- Cercyon impressus
- Cercyon laminatus*
- Cercyon lateralis
- Cercyon littoralis (Stranddwergmesttor)
- Cercyon marinus
- Cercyon melanocephalus
- Cercyon nigriceps
- Cercyon obsoletus
- Cercyon pygmaeus
- Cercyon quisquilius
- Cercyon sternalis
- Cercyon terminatus
- Cercyon tristis
- Cercyon unipunctatus (Eenpuntdwergmesttor)
- Cercyon ustulatus
- Chaetarthria seminulum (Oeverkogeltje)
- Chaetarthria similis
- Chaetarthria simillima
- Coelostoma orbiculare
- Cryptopleurum crenatum
- Cryptopleurum minutum
- Cryptopleurum subtile*
- Cymbiodyta marginellus
- Dactylosternum abdominale
- Enochrus affinis
- Enochrus bicolor
- Enochrus coarctatus
- Enochrus fuscipennis
- Enochrus halophilus
- Enochrus melanocephalus
- Enochrus nigritus
- Enochrus ochropterus
- Enochrus quadripunctatus
- Enochrus testaceus
- Georissus crenulatus (Gekerfde graafkever)
- Helochares lividus
- Helochares obscurus
- Helochares punctatus
- Helophorus aequalis
- Helophorus alternans
- Helophorus aquaticus (Breedhalswaterkever)
- Helophorus arvernicus
- Helophorus asperatus
- Helophorus brevipalpis
- Helophorus croaticus
- Helophorus dorsalis
- Helophorus flavipes
- Helophorus fulgidicollis
- Helophorus grandis
- Helophorus granularis
- Helophorus griseus
- Helophorus laticollis
- Helophorus longitarsis
- Helophorus minutus
- Helophorus nanus
- Helophorus nubilus
- Helophorus obscurus
- Helophorus porculus (Modderkever)
- Helophorus pumilio
- Helophorus rufipes (Modderkever)
- Helophorus strigifrons
- Helophorus tuberculatus
- Hydrobius fuscipes (Roodpootwaterkever)
- Hydrochara caraboides (Kleine spinnende watertor)
- Hydrochus angustatus (Smalle oeverkruiper)
- Hydrochus brevis
- Hydrochus crenatus
- Hydrochus elongatus
- Hydrochus ignicollis
- Hydrochus megaphallus
- Hydrochus nitidicollis
- Hydrophilus aterrimus (Spinnende watertor)
- Hydrophilus piceus (Grote spinnende watertor)
- Laccobius atratus
- Laccobius bipunctatus
- Laccobius colon
- Laccobius minutus
- Laccobius obscuratus
- Laccobius sinuatus
- Laccobius striatulus
- Laccobius ytenensis
- Limnoxenus niger
- Megasternum concinnum
- Paracymus aeneus
- Paracymus scutellaris
- Spercheus emarginatus
- Sphaeridium bipustulatum (Ronde watertorretje)
- Sphaeridium lunatum
- Sphaeridium marginatum
- Sphaeridium scarabaeoides (Mestkogeltje)

## Sphaeritidae(Schijnspiegelkevers)
Onderorde Polyphaga • Infraorde Staphyliniformia • Superfamilie Hydrophiloidea
- Sphaerites glabratus

## Agyrtidae(Dwergaaskevers)
Onderorde Polyphaga • Infraorde Staphyliniformia • Superfamilie Staphylinoidea
- Agyrtes bicolor
- Agyrtes castaneus

## Hydraenidae(Waterkruipers)
Onderorde Polyphaga • Infraorde Staphyliniformia • Superfamilie Staphylinoidea
- Aulacochthebius exaratus
- Enicocerus exsculptus
- Enicocerus gibbosus
- Hydraena assimilis
- Hydraena belgica
- Hydraena britteni
- Hydraena excisa
- Hydraena flavipes
- Hydraena gracilis
- Hydraena melas
- Hydraena palustris
- Hydraena pulchella
- Hydraena pygmaea
- Hydraena riparia
- Hydraena testacea
- Limnebius aluta
- Limnebius atomus
- Limnebius crinifer
- Limnebius furcatus
- Limnebius nitidus
- Limnebius papposus
- Limnebius parvulus
- Limnebius truncatellus (Moerastorretje)
- Ochthebius auriculatus
- Ochthebius bicolon
- Ochthebius dilatatus
- Ochthebius marinus
- Ochthebius metallescens
- Ochthebius minimus (Gegroefde dwergoeverkruiper)
- Ochthebius nanus
- Ochthebius punctatus
- Ochthebius pusillus
- Ochthebius viridis

## Leiodidae(Truffelkevers)
Onderorde Polyphaga • Infraorde Staphyliniformia • Superfamilie Staphylinoidea
- Agaricophagus cephalotes
- Agathidium atrum
- Agathidium badium
- Agathidium confusum
- Agathidium convexum
- Agathidium laevigatum
- Agathidium marginatum
- Agathidium nigrinum
- Agathidium nigripenne
- Agathidium rotundatum
- Agathidium seminulum
- Agathidium varians
- Amphicyllis globiformis
- Amphicyllis globus
- Anisotoma axillaris
- Anisotoma castanea
- Anisotoma glabra
- Anisotoma humeralis
- Anisotoma orbicularis
- Catops chrysomeloides
- Catops coracinus
- Catops fuliginosus
- Catops fuscus
- Catops grandicollis
- Catops kirbyi
- Catops longulus
- Catops morio
- Catops neglectus
- Catops nigricans
- Catops nigriclavis
- Catops nigrita
- Catops picipes (Holenaaskever)
- Catops subfuscus
- Catops tristis
- Catops westi
- Choleva agilis
- Choleva angustata
- Choleva bicolor
- Choleva cisteloides
- Choleva elongata
- Choleva fagniezi
- Choleva glauca
- Choleva jeanneli
- Choleva oblonga
- Choleva paskoviensis
- Choleva reitteri
- Choleva spadicea
- Colenis immunda
- Colon angulare
- Colon appendiculatum
- Colon barnevillei
- Colon bidentatum
- Colon brunneum
- Colon calcaratum
- Colon dentipes
- Colon latum
- Colon serripes
- Colon viennense
- Colon zebei
- Cyrtoplastus seriepunctatus
- Hydnobius latifrons
- Hydnobius multistriatus
- Hydnobius punctatus
- Leiodes badius
- Leiodes bicolor
- Leiodes brunneus
- Leiodes calcaratus
- Leiodes ciliaris
- Leiodes distinguendus
- Leiodes ferrugineus
- Leiodes furvus
- Leiodes litura
- Leiodes longipes
- Leiodes lucens
- Leiodes macropus
- Leiodes nigrita
- Leiodes obesus
- Leiodes oblongus
- Leiodes pallens
- Leiodes piceus
- Leiodes rubiginosus
- Leiodes ruficollis
- Leiodes rufipennis
- Leiodes rugosus
- Leiodes strigipennis
- Leiodes triepkei
- Leptinus testaceus
- Liocyrtusa minuta
- Liocyrtusa vittata
- Liodopria serricornis
- Nargus anisotomoides
- Nargus velox
- Nargus wilkinii
- Nemadus colonoides
- Parabathyscia wollastoni
- Platypsyllus castoris (Beverkever)
- Ptomaphagus medius
- Ptomaphagus sericatus
- Ptomaphagus subvillosus
- Ptomaphagus thebeatles
- Ptomaphagus varicornis
- Sciodrepoides fumatus
- Sciodrepoides watsoni
- Sogda suturalis
- Triarthron maerkelii

## Ptiliidae(Veervleugelkevers)
Onderorde Polyphaga • Infraorde Staphyliniformia • Superfamilie Staphylinoidea
- Acrotrichis atomaria
- Acrotrichis brevipennis
- Acrotrichis cephalotes
- Acrotrichis cognata*
- Acrotrichis dispar
- Acrotrichis fascicularis
- Acrotrichis grandicollis
- Acrotrichis henrici*
- Acrotrichis insularis*
- Acrotrichis intermedia
- Acrotrichis lucidula
- Acrotrichis montandonii
- Acrotrichis nana
- Acrotrichis parva
- Acrotrichis pumila
- Acrotrichis rosskotheni
- Acrotrichis sanctaehelenae*
- Acrotrichis sericans (Haarvleugelkever)
- Acrotrichis silvatica
- Acrotrichis sitkaensis
- Acrotrichis thoracica
- Actidium coarctatum
- Actinopteryx fucicola
- Baeocrara variolosa
- Euryptilium saxonicum
- Microptilium palustre
- Millidium minutissimum
- Nephanes titan
- Nossidium pilosellum
- Oligella foveolata
- Oligella intermedia
- Ptenidium formicetorum
- Ptenidium fuscicorne
- Ptenidium intermedium
- Ptenidium laevigatum
- Ptenidium longicorne
- Ptenidium nitidum
- Ptenidium punctatum
- Ptenidium pusillum
- Ptenidium reitteri
- Pteryx suturalis
- Ptiliola brevicollis
- Ptiliola flammifera
- Ptiliola kunzei
- Ptiliolum fuscum
- Ptiliolum schwarzi
- Ptiliolum spencei
- Ptiliolum wuesthoffi
- Ptilium exaratum
- Ptilium horioni
- Ptilium modestum
- Ptilium myrmecophilum
- Ptilium timidum
- Ptinella aptera
- Ptinella britannica
- Ptinella denticollis
- Ptinella errabunda*
- Ptinella limbata
- Ptinella populicola*
- Smicrus filicornis

## Silphidae(Aaskevers)
Onderorde Polyphaga • Infraorde Staphyliniformia • Superfamilie Staphylinoidea
- Ablattaria laevigata
- Aclypea opaca
- Aclypea undata
- Dendroxena quadrimaculata (Rupsenaaskever)
- Necrodes littoralis (Oeveraaskever)
- Nicrophorus germanicus (Duitse doodgraver)
- Nicrophorus humator (Zwarte doodgraver)
- Nicrophorus interruptus
- Nicrophorus investigator
- Nicrophorus sepultor
- Nicrophorus vespillo (Krompootdoodgraver)
- Nicrophorus vespilloides (Gewone doodgraver)
- Nicrophorus vestigator
- Oiceoptoma thoracicum (Stinkzwamaaskever)
- Phosphuga atrata (Slakkenaaskever)
- Silpha carinata
- Silpha obscura (Donkere aaskever)
- Silpha tristis
- Silpha tyrolensis*
- Thanatophilus dispar
- Thanatophilus rugosus (Rimpelige aaskever)
- Thanatophilus sinuatus

## Staphylinidae(Kortschildkevers)
Onderorde Polyphaga • Infraorde Staphyliniformia • Superfamilie Staphylinoidea
- Achenium depressum
- Achenium humile
- Acidota crenata
- Acidota cruentata
- Acrolocha minuta
- Acrolocha pliginskii
- Acrolocha sulcula
- Acrotona amplicollis
- Acrotona aterrima
- Acrotona benicki
- Acrotona clientula
- Acrotona exigua
- Acrotona fungi
- Acrotona muscorum
- Acrotona negligens
- Acrotona obfuscata
- Acrotona orbata
- Acrotona orphana
- Acrotona parens
- Acrotona parvula
- Acrotona pseudotenera
- Acrotona pygmaea
- Acrotona sylvicola
- Acrulia inflata
- Actophylla varendorffiana
- Acylophorus glaberrimus
- Acylophorus wagenschieberi
- Agaricochara latissima
- Aleochara bilineata
- Aleochara binotata
- Aleochara bipustulata
- Aleochara brevipennis
- Aleochara cuniculorum
- Aleochara curtula
- Aleochara diversa
- Aleochara fumata
- Aleochara funebris
- Aleochara grisea
- Aleochara haematoptera
- Aleochara haemoptera
- Aleochara inconspicua
- Aleochara intricata
- Aleochara laevigata
- Aleochara lanuginosa
- Aleochara lata
- Aleochara lygaea
- Aleochara major
- Aleochara moerens
- Aleochara moesta
- Aleochara obscurella
- Aleochara peusi
- Aleochara puberula
- Aleochara punctatella
- Aleochara ruficornis
- Aleochara sanguinea
- Aleochara spadicea
- Aleochara sparsa
- Aleochara tristis
- Aleochara verna
- Aleochara villosa
- Alevonota gracilenta
- Alevonota rufotestacea
- Alianta incana
- Aloconota gregaria
- Aloconota insecta
- Aloconota languida
- Aloconota longicollis
- Aloconota planifrons
- Aloconota sulcifrons
- Aloconota ultima
- Amarochara bonnairei
- Amarochara forticornis
- Amarochara umbrosa
- Amauronyx maerkelii
- Amidobia talpa
- Amischa analis
- Amischa bifoveolata
- Amischa decipiens
- Amischa forcipata
- Amischa nigrofusca
- Anaulacaspis nigra
- Anomognathus cuspidatus
- Anopleta corvina
- Anopleta sodermani
- Anotylus clypeonitens
- Anotylus complanatus
- Anotylus fairmairei
- Anotylus insecatus
- Anotylus inustus
- Anotylus maritimus
- Anotylus mutator
- Anotylus nitidulus
- Anotylus rugosus (Kartelhalskortschildkever)
- Anotylus saulcyi
- Anotylus sculpturatus
- Anotylus tetracarinatus
- Anthobium atrocephalum
- Anthobium melanocephalum
- Anthobium unicolor
- Anthophagus angusticollis (Hazelaarkortschildkever)
- Anthophagus caraboides
- Anthophagus praeustus
- Aploderus caelatus
- Arena tabida
- Arpedium quadrum
- Astenus gracilis
- Astenus immaculatus
- Astenus lyonessius
- Astenus procerus
- Astenus pulchellus
- Astenus serpentinus
- Atanygnathus terminalis
- Atheta acutiventris
- Atheta aegra
- Atheta aeneicollis
- Atheta amicula
- Atheta aquatica
- Atheta aquatilis
- Atheta atramentaria
- Atheta basicornis
- Atheta boletophila
- Atheta boreella
- Atheta britanniae
- Atheta cadaverina
- Atheta canescens
- Atheta castanoptera
- Atheta cauta
- Atheta celata
- Atheta cinnamoptera
- Atheta coriaria
- Atheta crassicornis
- Atheta dadopora
- Atheta dilaticornis
- Atheta divisa
- Atheta ebenina
- Atheta episcopalis
- Atheta ermischi
- Atheta euryptera
- Atheta excellens
- Atheta fungicola
- Atheta fungivora
- Atheta gagatina
- Atheta glabricula
- Atheta graminicola
- Atheta hansseni
- Atheta harwoodi
- Atheta hypnorum
- Atheta incognita
- Atheta indubia
- Atheta inquinula
- Atheta intermedia
- Atheta ischnocera
- Atheta laevana
- Atheta laticollis
- Atheta liliputana
- Atheta longicornis
- Atheta macrocera
- Atheta marcida
- Atheta miniscula
- Atheta monticola
- Atheta myrmecobia
- Atheta nidicola
- Atheta nigra
- Atheta nigripes
- Atheta nigritula
- Atheta oblita
- Atheta occulta
- Atheta palleola
- Atheta pallidicornis
- Atheta paracrassicornis
- Atheta pervagata
- Atheta picipes
- Atheta pilicornis
- Atheta pittionii
- Atheta puncticollis
- Atheta putrida
- Atheta ravilla
- Atheta scapularis
- Atheta setigera
- Atheta sodalis
- Atheta sordidula
- Atheta strandiella
- Atheta subglabra
- Atheta subsinuata
- Atheta subtilis
- Atheta testaceipes
- Atheta triangulum
- Atheta trinotata
- Atheta vaga
- Atheta vestita
- Atheta voeslauensis
- Atheta xanthopus
- Atheta zosterae
- Atrecus affinis
- Autalia impressa
- Autalia longicornis
- Autalia rivularis
- Batrisodes buqueti
- Batrisodes delaporti
- Batrisodes oculatus
- Batrisodes unisexualis
- Batrisodes venustuse
- Batrisus formicarius
- Bibloplectus ambiguuse
- Bibloplectus pusillus
- Bibloplectus tenebrosus
- Bibloporus bicolor
- Bibloporus minutus
- Bisnius cephalotes
- Bisnius fimetarius
- Bisnius nigriventris
- Bisnius parcus*
- Bisnius pseudoparcus
- Bisnius puella
- Bisnius sordidus
- Bisnius sparsus
- Bisnius spermophili
- Bisnius subuliformis
- Bisnius varipennis
- Bledius atricapillus
- Bledius bicornis
- Bledius crassicollis
- Bledius cribricollis
- Bledius defensus
- Bledius diota
- Bledius dissimilis
- Bledius erraticus
- Bledius femoralis
- Bledius fergussoni (Zandgraafkortschildkever)
- Bledius filipes
- Bledius furcatus (Kleine graafkortschildkever)
- Bledius fuscipes
- Bledius gallicus
- Bledius limicola
- Bledius longulus
- Bledius nanus
- Bledius occidentalis
- Bledius opacus
- Bledius pallipes
- Bledius praetermissus
- Bledius procerulus
- Bledius pusillus
- Bledius spectabilis
- Bledius subniger
- Bledius subterraneus
- Bledius terebrans
- Bledius tricornis
- Bledius unicornis
- Bledius vilis
- Bohemiellina flavipennis
- Bolitobius castaneus
- Bolitobius cingulatus
- Bolitochara bella
- Bolitochara lucida
- Bolitochara obliqua
- Bolitochara pulchra
- Boreophilia eremita
- Brachida exigua
- Brachygluta fossulatae
- Brachygluta haematicae
- Brachygluta helferi
- Brachygluta perforata
- Brachygluta simplicior
- Brachygluta sinuata
- Brachygluta waterhousei
- Brachyusa concolor
- Brundinia marina
- Brundinia meridionalis
- Bryaxis bulbiferen
- Bryaxis clavicornis
- Bryaxis curtisii
- Bryaxis puncticollis
- Bryoporus cernuus
- Bythinus burrellii
- Bythinus macropalpus
- Cafius xantholoma (Strandkortschildkever)
- Callicerus obscurus
- Callicerus rigidicornis
- Calodera aethiops
- Calodera nigrita
- Calodera protensa
- Calodera riparia
- Calodera rufescens
- Calodera uliginosa
- Carpelimus bilineatus
- Carpelimus corticinus
- Carpelimus despectus
- Carpelimus elongatulus
- Carpelimus erichsoni
- Carpelimus foveolatus
- Carpelimus fuliginosus
- Carpelimus gracilis
- Carpelimus gusarovi
- Carpelimus halophilus
- Carpelimus impressus
- Carpelimus lindrothi
- Carpelimus manchuricus
- Carpelimus obesus
- Carpelimus punctatellus
- Carpelimus pusillus (Broeibakkever)
- Carpelimus rivularis
- Carpelimus schneideri
- Carpelimus similis
- Carpelimus subtilis
- Carpelimus zealandicus*
- Cephennium gallicum
- Cephennium thoracicum
- Chanoma vorbringeri
- Chennium bituberculatum
- Cilea silphoides
- Claviger longicornis
- Claviger testaceus (kleine knotssprietkever)
- Coprophilus striatulus
- Coproporus immigrans*
- Coprothassa melanaria
- Cordalia obscura
- Coryphium angusticolle
- Crataraea suturalis
- Creophilus maxillosus (Grauwe aaskortschildkever)
- Cypha apicalis
- Cypha aprilis
- Cypha discoidea
- Cypha laeviuscula
- Cypha longicornis
- Cypha pulicaria
- Cypha punctum
- Cypha seminulum
- Cypha suecica
- Cypha tarsalis
- Cyphea curtula
- Dacrila fallax
- Dadobia immersa
- Dasycerus sulcatus
- Dasygnypeta velata
- Deinopsis erosa
- Deleaster dichrous (Platte oeverkortschildkever)
- Dexiogyia corticina
- Dexiogyia forticornis
- Dianous coerulescens
- Diglotta mersa
- Diglotta sinuaticollis
- Dilacra luteipes
- Dilacra vilis
- Dinaraea aequata
- Dinaraea angustula
- Dinaraea linearis
- Dinarda dentata (Vlugge mierenkortschildkever)
- Dinarda hagensii
- Dinarda maerkelii
- Dinarda pygmaea
- Dinothenarus fossor (Graafkortschildkever)
- Dinothenarus pubescens
- Dochmonota clancula
- Drusilla canaliculata
- Emus hirtus (Aaskortschildkever)
- Enalodroma hepatica
- Encephalus complicans
- Erichsonius cinerascens
- Erichsonius signaticornis
- Erichsonius ytenensis
- Euaesthetus bipunctatus
- Euaesthetus laeviusculus
- Euaesthetus ruficapillus
- Euconnus campestris
- Euconnus claviger
- Euconnus denticornis
- Euconnus fimetarius
- Euconnus hirticollis
- Euconnus pubicollis
- Euconnus rutilipennis
- Euconnus wetterhallii
- Euplectus bescidicus
- Euplectus duponti
- Euplectus infirmus
- Euplectus karstenii
- Euplectus mutator
- Euplectus nanus
- Euplectus piceus
- Euplectus punctatus
- Euplectus sanguineus
- Euplectus signatus
- Euryalea decumana
- Euryporus picipes
- Euryusa castanoptera
- Euryusa optabilis
- Euryusa sinuata
- Eusphalerum atrum
- Eusphalerum limbatum
- Eusphalerum longipenne
- Eusphalerum luteum
- Eusphalerum minutum (Kleine bloemenkortschildkever)
- Eusphalerum primulae
- Eusphalerum rectangulum
- Eusphalerum semicoleoptratum
- Eusphalerum signatum
- Eusphalerum sorbi
- Eusphalerum tenenbaumi
- Eusphalerum torquatum
- Eutheia plicata
- Eutheia schaumii
- Eutheia scydmaenoides
- Fagniezia impressa
- Falagria caesa
- Falagria sulcatula
- Falagrioma thoracica
- Gabrius appendiculatus
- Gabrius astutoides
- Gabrius astutus
- Gabrius austriacus
- Gabrius breviventer
- Gabrius keysianus
- Gabrius lividipes
- Gabrius nigritulus
- Gabrius osseticus
- Gabrius piliger
- Gabrius splendidulus
- Gabrius toxotes
- Gabrius trossulus
- Gabronthus thermarum
- Gauropterus fulgidus
- Geostiba circellaris
- Gnypeta carbonaria
- Gnypeta ripicola
- Gnypeta rubrior
- Gymnusa brevicollis (Veenmoskortschildkever)
- Gymnusa variegata
- Gyrohypnus angustatus
- Gyrohypnus atratus
- Gyrohypnus fracticornis
- Gyrohypnus punctulatus
- Gyrophaena affinis
- Gyrophaena bihamata
- Gyrophaena congrua
- Gyrophaena fasciata
- Gyrophaena gentilis
- Gyrophaena joyi
- Gyrophaena joyioides
- Gyrophaena lucidula
- Gyrophaena manca
- Gyrophaena minima
- Gyrophaena munsteri
- Gyrophaena nana
- Gyrophaena polita
- Gyrophaena poweri
- Gyrophaena pulchella
- Gyrophaena strictula
- Gyrophaena williamsi
- Habrocerus capillaricornis
- Halobrecta algae
- Halobrecta algophila
- Halobrecta flavipes
- Hapalaraea pygmaea
- Haploglossa gentilis
- Haploglossa marginalis
- Haploglossa nidicola
- Haploglossa picipennis
- Haploglossa villosula
- Heterothops binotatus
- Heterothops dissimilis
- Heterothops niger
- Heterothops praevius
- Heterothops quadripunctulus
- Heterothops stiglundbergi
- Holobus apicatus
- Holobus flavicornis
- Homalota plana
- Homoeusa acuminata
- Hydrosmecta eximia
- Hydrosmecta longula
- Hydrosmecta septentrionum
- Hygronoma dimidiata
- Hygropora cunctans
- Hypnogyra angularis
- Hypomedon debilicornis
- Ilyobates bennetti
- Ilyobates nigricollis
- Ilyobates propinquus
- Ischnoglossa prolixa
- Ischnopoda leucopus
- Ischnopoda scitula
- Ischnopoda umbratica
- Ischnosoma longicorne
- Ischnosoma splendidum
- Lamprinodes haematopterus
- Lamprinodes saginatus
- Lamprinus erythropterus
- Lathrobium brunnipes
- Lathrobium castaneipenne
- Lathrobium dilutum
- Lathrobium elongatum
- Lathrobium fovulum
- Lathrobium fulvipenne
- Lathrobium geminum
- Lathrobium impressum
- Lathrobium laevipenne
- Lathrobium longulum
- Lathrobium pallidipenne
- Lathrobium pallidum
- Lathrobium rufipenne
- Leptacinus batychrus
- Leptacinus formicetorum
- Leptacinus intermedius
- Leptacinus pusillus
- Leptusa fumida
- Leptusa norvegica
- Leptusa pulchella
- Leptusa ruficollis
- Lesteva hanseni
- Lesteva longoelytrata (Langvleugelmoskortschildkever)
- Lesteva monticola
- Lesteva pubescens
- Lesteva punctata
- Lesteva sicula
- Liogluta alpestris
- Liogluta granigera
- Liogluta longiuscula
- Liogluta microptera
- Liogluta pagana
- Liogluta wuesthoffi
- Lithocharis nigriceps*
- Lithocharis ochracea
- Lobrathium multipunctum
- Lomechusa emarginata
- Lomechusa paradoxa
- Lomechusa pubicollis
- Lomechusoides strumosus (Grote haarboskever)
- Lordithon exoletus
- Lordithon lunulatus (Maanvlekkortschildkever)
- Lordithon pulchellus
- Lordithon thoracicus
- Lordithon trinotatus
- Lyprocorrhe anceps
- Manda mandibularis
- Medon apicalis
- Medon brunneus
- Medon castaneus
- Medon dilutus
- Medon fusculus
- Medon piceus
- Medon ripicola
- Megalinus glabratus
- Megaloscapa punctipennis
- Megarthrus bellevoyei
- Megarthrus denticollis
- Megarthrus depressus
- Megarthrus hemipterus
- Megarthrus nitidulus
- Megarthrus prosseni
- Meotica anglica
- Meotica exilis
- Meotica exillima
- Meotica filiformis
- Meotica pallens
- Metopsia clypeata
- Micralymma marinum
- Micropeplus caelatus
- Micropeplus fulvus
- Micropeplus marietti
- Micropeplus porcatus
- Micropeplus ripicola
- Micropeplus staphylinoides
- Microscydmus minimus
- Microscydmus nanus
- Mniusa incrassata
- Mycetoporus angularis
- Mycetoporus baudueri
- Mycetoporus bimaculatus
- Mycetoporus clavicornis
- Mycetoporus dispersus
- Mycetoporus erichsonanus
- Mycetoporus forticornis
- Mycetoporus glaber
- Mycetoporus lepidus
- Mycetoporus longulus
- Mycetoporus maerkelii
- Mycetoporus mulsanti
- Mycetoporus niger
- Mycetoporus nigricollis
- Mycetoporus piceolus
- Mycetoporus punctus
- Mycetoporus reichei
- Mycetoporus rufescens
- Myllaena brevicornis
- Myllaena dubia
- Myllaena elongata
- Myllaena gracilis
- Myllaena infuscata
- Myllaena intermedia
- Myllaena kraatzi
- Myllaena minuta
- Myrmecocephalus concinnus*
- Myrmecopora uvida
- Myrmoecia plicata
- Nehemitropia lividipennis
- Neobisnius lathrobioides
- Neobisnius procerulus
- Neobisnius prolixus
- Neobisnius villosulus
- Neuraphes angulatus
- Neuraphes elongatulus
- Neuraphes imitator
- Neuraphes plicicollis
- Neuraphes praeteritus
- Neuraphes rubicundus
- Neuraphes ruthenus
- Neuraphes talparum
- Notothecta confusa
- Notothecta flavipes
- Nudobius lentus
- Ocalea badia
- Ocalea concolor
- Ocalea picata
- Ocalea rivularis
- Ochthephilum collare
- Ochthephilum fracticorne
- Ochthephilus flexuosus
- Ochthephilus omalinus
- Ocypus aeneocephalus
- Ocypus brunnipes
- Ocypus fuscatus
- Ocypus nitens
- Ocypus olens (Stinkende kortschildkever)
- Ocypus ophthalmicus
- Ocypus picipennis
- Ocyusa maura
- Ocyusa picina
- Oligota granaria
- Oligota inflata
- Oligota parva*
- Oligota picipes
- Oligota pumilio
- Oligota punctulata
- Oligota pusillima
- Olophrum fuscum
- Olophrum piceum
- Omalium allardii
- Omalium caesum
- Omalium excavatum
- Omalium exiguum
- Omalium italicum
- Omalium laeviusculum
- Omalium littorale
- Omalium oxyacanthae
- Omalium riparium
- Omalium rivulare
- Omalium rugatum
- Omalium rugulipenne
- Omalium septentrionis
- Omalium validum
- Ontholestes murinus
- Ontholestes tessellatus (Grauwe kortschildkever)
- Orochares angustatus
- Othius angustus
- Othius laeviusculus
- Othius punctulatus
- Othius subuliformis
- Ousipalia caesula
- Oxypoda abdominalis
- Oxypoda acuminata
- Oxypoda alternans
- Oxypoda annularis
- Oxypoda arborea
- Oxypoda brachyptera
- Oxypoda brevicornis
- Oxypoda carbonaria
- Oxypoda elongatula
- Oxypoda exoleta
- Oxypoda flavicornis
- Oxypoda formiceticola
- Oxypoda haemorrhoa
- Oxypoda induta
- Oxypoda lentula
- Oxypoda longipes
- Oxypoda lurida
- Oxypoda mutata
- Oxypoda nigrocincta
- Oxypoda opaca
- Oxypoda praecox
- Oxypoda procerula
- Oxypoda recondita
- Oxypoda rufa
- Oxypoda spectabilis
- Oxypoda testacea
- Oxypoda togata
- Oxypoda vittata
- Oxyporus rufus (Oranje zwamzoeker)
- Oxytelus fulvipes
- Oxytelus laqueatus
- Oxytelus migrator
- Oxytelus piceus
- Oxytelus sculptus
- Pachnida nigella
- Pachyatheta cribrata
- Paederidus rubrothoracicus
- Paederidus ruficollis
- Paederus brevipennis
- Paederus caligatus
- Paederus fuscipes
- Paederus littoralis
- Paederus riparius (Gewone oeverkortschildkever)
- Parabolitobius formosus
- Parabolitobius inclinans
- Paranopleta inhabilis
- Paraphloeostiba gayndahensis
- Parocyusa longitarsis
- Parocyusa rubicunda
- Phacophallus parumpunctatus
- Philhygra arctica
- Philhygra balcanicola
- Philhygra botildae
- Philhygra debilis
- Philhygra deformis
- Philhygra elongatula
- Philhygra fallaciosa
- Philhygra gyllenhalii
- Philhygra hygrobia
- Philhygra hygrotopora
- Philhygra luridipennis
- Philhygra malleus
- Philhygra melanocera
- Philhygra obtusangula
- Philhygra palustris
- Philhygra parca
- Philhygra ripicola
- Philhygra terminalis
- Philhygra tmolosensis
- Philhygra volans
- Philonthus addendus
- Philonthus albipes
- Philonthus alpinus
- Philonthus atratus
- Philonthus binotatus
- Philonthus carbonarius
- Philonthus cognatus
- Philonthus concinnus
- Philonthus confinis
- Philonthus coprophilus
- Philonthus corruscus
- Philonthus corvinus
- Philonthus cruentatus
- Philonthus debilis
- Philonthus decorus
- Philonthus dimidiatipennis
- Philonthus discoideus
- Philonthus ebeninus
- Philonthus fumarius
- Philonthus intermedius
- Philonthus jurgans
- Philonthus laminatus
- Philonthus lepidus
- Philonthus longicornis
- Philonthus mannerheimi
- Philonthus marginatus (Gezoomde kortschildkever)
- Philonthus micans
- Philonthus micantoides
- Philonthus nigrita
- Philonthus nitidicollis
- Philonthus nitidus
- Philonthus parvicornis
- Philonthus politus (Gladde mestkortschildkever)
- Philonthus punctus
- Philonthus quisquiliarius
- Philonthus rectangulus*
- Philonthus rotundicollis
- Philonthus rubripennis (Roodvleugelige mestkortschildkever)
- Philonthus rufipes
- Philonthus sanguinolentus
- Philonthus spinipes*
- Philonthus splendens (Glimmende kortschildkever)
- Philonthus succicola
- Philonthus tenuicornis
- Philonthus umbratilis
- Philonthus varians (Gewone mestkortschildkever)
- Philonthus ventralis
- Philorinum sordidum
- Phloeocharis subtilissima
- Phloeonomus punctipennis
- Phloeonomus pusillus
- Phloeopora concolor
- Phloeopora corticalis
- Phloeopora scribae
- Phloeopora teres
- Phloeopora testacea
- Phloeostiba lapponica
- Phloeostiba plana
- Phyllodrepa floralis
- Phyllodrepa gracilicornis
- Phyllodrepa ioptera
- Phyllodrepa koltzei
- Phyllodrepa melis
- Phyllodrepa nigra
- Phyllodrepa puberula
- Phyllodrepa salicis
- Phyllodrepoidea crenata
- Phytosus balticus
- Phytosus nigriventris
- Phytosus spinifer
- Placusa atrata
- Placusa complanata
- Placusa depressa
- Placusa pumilio
- Placusa tachyporoides
- Plataraea brunnea
- Platydracus chalcocephalus
- Platydracus fulvipes
- Platydracus latebricola
- Platydracus stercorarius
- Platystethus alutaceus
- Platystethus arenarius
- Platystethus capito
- Platystethus cornutus
- Platystethus degener
- Platystethus nitens
- Platystethus nodifrons
- Platystethus spinosus
- Plectophloeus erichsoni
- Plectophloeus fischeri
- Plectophloeus nitidus
- Proteinus atomarius
- Proteinus brachypterus
- Proteinus crenulatus
- Proteinus laevigatus
- Proteinus ovalis
- Pselaphaulax dresdensis
- Pselaphus heisei
- Pseudomedon obscurellus
- Pseudomedon obsoletus
- Pseudopsis sulcata
- Pycnota paradoxa
- Quedius auricomus
- Quedius balticus
- Quedius boopoides
- Quedius boops
- Quedius brevicornis
- Quedius brevis
- Quedius cinctus
- Quedius cruentus
- Quedius curtipennis
- Quedius dilatatus (Hoornaarkortschildkever)
- Quedius fulgidus
- Quedius fuliginosus
- Quedius fumatus
- Quedius humeralis
- Quedius infuscatus
- Quedius invreae
- Quedius lateralis
- Quedius levicollis
- Quedius longicornis (Langspriet-mollenkortschildkever)
- Quedius lucidulus
- Quedius maurorufus
- Quedius maurus
- Quedius mesomelinus
- Quedius molochinus
- Quedius nigriceps
- Quedius nigrocaeruleus
- Quedius nitipennis
- Quedius ochripennis
- Quedius persimilis
- Quedius picipes
- Quedius puncticollis (Gewone mollenkortschildkever)
- Quedius schatzmayri
- Quedius scintillans
- Quedius scitus
- Quedius semiaeneus
- Quedius semiobscurus
- Quedius simplicifrons
- Quedius suturalis
- Quedius truncicola
- Quedius umbrinus
- Rabigus pullus
- Rabigus tenuis
- Reicheia juncorum
- Remus sericeus
- Rugilus angustatus
- Rugilus erichsonii
- Rugilus geniculatus
- Rugilus orbiculatus
- Rugilus rufipes (Steelhalskortschildkever)
- Rugilus similis
- Rugilus subtilis
- Rybaxis longicornis
- Scaphidium quadrimaculatum (Gevlekte schimmelkever)
- Scaphisoma agaricinum
- Scaphisoma assimile
- Scaphisoma balcanicum
- Scaphisoma boleti
- Scaphium immaculatum
- Schistoglossa aubei
- Schistoglossa curtipennis
- Schistoglossa gemina
- Schistoglossa viduata
- Scopaeus gracilis
- Scopaeus laevigatus
- Scopaeus minutus
- Scopaeus pusillus
- Scopaeus ryei
- Scopaeus sulcicollis
- Scydmaenus perrisi
- Scydmaenus rufus
- Scydmaenus tarsatus
- Scydmoraphes helvolus
- Scydmoraphes sparshalli
- Sepedophilus bipunctatus
- Sepedophilus immaculatus
- Sepedophilus littoreus
- Sepedophilus marshami
- Sepedophilus nigripennis
- Sepedophilus obtusus
- Sepedophilus pedicularius
- Sepedophilus testaceus
- Siagonium quadricorne
- Silusa rubiginosa
- Silusa rubra
- Staphylinus caesareus (Goudgestreepte kortschildkever)
- Staphylinus dimidiaticornis
- Staphylinus erythropterus (Roodgevleugelde roofkever)
- Stenichnus bicolor
- Stenichnus collaris
- Stenichnus godarti
- Stenichnus pusillus
- Stenichnus scutellaris
- Stenus aceris
- Stenus argus
- Stenus asphaltinus
- Stenus assequens
- Stenus ater
- Stenus aterrimus (Mierengrootoogkortschildkever)
- Stenus atratulus
- Stenus bifoveolatus
- Stenus biguttatus
- Stenus bimaculatus (Oever-grootoogkortschildkever)
- Stenus binotatus
- Stenus bohemicus
- Stenus boops
- Stenus brevipennis
- Stenus brunnipes
- Stenus butrintensis
- Stenus calcaratus
- Stenus canaliculatus
- Stenus carbonarius
- Stenus cicindeloides
- Stenus circularis
- Stenus clavicornis (Grootoogkortschildkever)
- Stenus comma (Tweepunt-grootoogkortschildkever)
- Stenus contumax
- Stenus crassus
- Stenus europaeus
- Stenus flavipes
- Stenus formicetorum
- Stenus fornicatus
- Stenus fossulatus
- Stenus fulvicornis
- Stenus fuscicornis
- Stenus fuscipes
- Stenus gallicus
- Stenus geniculatus (Langtongige kortschildkever)
- Stenus glabellus
- Stenus guttula
- Stenus humilis
- Stenus impressus
- Stenus incrassatus
- Stenus juno
- Stenus kiesenwetteri
- Stenus latifrons
- Stenus leprieuri
- Stenus longitarsis
- Stenus lustrator
- Stenus melanarius
- Stenus melanopus
- Stenus morio
- Stenus nanus
- Stenus nigritulus
- Stenus nitens
- Stenus nitidiusculus
- Stenus niveus
- Stenus ochropus
- Stenus opticus
- Stenus oscillator
- Stenus ossium
- Stenus pallipes
- Stenus pallitarsis
- Stenus palposus
- Stenus palustris
- Stenus picipennis
- Stenus picipes
- Stenus proditor
- Stenus providus
- Stenus pubescens
- Stenus pumilio
- Stenus pusillus
- Stenus scrutator
- Stenus similis
- Stenus solutus
- Stenus stigmula
- Stenus subaeneus
- Stenus subdepressus
- Stenus tarsalis
- Stenus umbratilis
- Stichoglossa semirufa
- Stichoglossa uyttenboogaarti*
- Sunius bicolor
- Sunius melanocephalus
- Sunius propinquus
- Syntomium aeneum
- Tachinus bipustulatus
- Tachinus corticinus
- Tachinus elongatus
- Tachinus fimetarius
- Tachinus humeralis
- Tachinus laticollis
- Tachinus lignorum
- Tachinus marginellus
- Tachinus pallipes
- Tachinus proximus
- Tachinus rufipennis
- Tachinus rufipes
- Tachinus scapularis
- Tachinus subterraneus
- Tachyporus atriceps
- Tachyporus chrysomelinus
- Tachyporus dispar
- Tachyporus formosus
- Tachyporus hypnorum
- Tachyporus nitidulus
- Tachyporus obtusus
- Tachyporus pallidus
- Tachyporus pulchellus
- Tachyporus pusillus
- Tachyporus quadriscopulatus
- Tachyporus ruficollis
- Tachyporus scitulus
- Tachyporus solutus
- Tachyporus tersus
- Tachyporus transversalis
- Tachyusa balteata
- Tachyusa coarctata
- Tachyusa constricta
- Tasgius ater
- Tasgius globulifer
- Tasgius melanarius
- Tasgius morsitans
- Tasgius pedator
- Tasgius winkleri
- Taxicera deplanata
- Taxicera sericophila
- Tetartopeus angustatus
- Tetartopeus quadratus
- Tetartopeus rufonitidus
- Tetartopeus terminatus
- Thamiaraea cinnamomea
- Thamiaraea hospita
- Thecturota marchii
- Thiasophila angulata
- Thiasophila canaliculata
- Thiasophila inquilina
- Thinodromus arcuatus
- Thinodromus plagiatus
- Thinonoma atra
- Tinotus morion
- Tomoglossa brakmani
- Tomoglossa heydemanni
- Tomoglossa luteicornis
- Trichiusa immigrata*
- Trichonyx sulcicollise
- Trichophya pilicornis
- Trimium brevicornee
- Tychus monilicornis
- Tychus niger
- Tyrus mucronatus
- Xantholinus distans
- Xantholinus dvoraki
- Xantholinus elegans
- Xantholinus gallicus
- Xantholinus laevigatus
- Xantholinus linearis
- Xantholinus longiventris
- Xantholinus tricolor
- Xylodromus affinis
- Xylodromus concinnus
- Xylodromus depressus
- Xylodromus testaceus
- Xylostiba bosnica
- Xylostiba monilicornis
- Zyras cognatus (Bruine mierenroofkever)
- Zyras collaris
- Zyras funestus
- Zyras haworthi
- Zyras humeralis
- Zyras laticollis
- Zyras limbatus
- Zyras lugens
- Zyras similis

bastaardsnuitkevers · beenderknagers · bladkevers · bladsprietkevers · boksnuittorren · boktorren · kniptorren · loopkevers · (echte) mestkevers · sigarenmakers · snuitkevers · soldaatjes · spitsmuisjes · vliegende herten · totaaloverzicht